# Mistrzostwa Europy w Kolarstwie Szosowym 2023 – wyścig ze startu wspólnego kobiet
Mistrzostwa Europy w Kolarstwie Szosowym 2023 – wyścig ze startu wspólnego kobiet – konkurencja wyścigu ze startu wspólnego elity kobiet w ramach Mistrzostw Europy w Kolarstwie Szosowym 2023, która odbyła się 23 września 2023 na liczącej ponad 131 kilometrów trasie z Meppel do Wijster w prowincji Drenthe.

## Uczestnicy

### Reprezentacje
| Unknown team category |
|                       |

### Lista startowa
| Holandia NED | Holandia NED       | Holandia NED |
| ------------ | ------------------ | ------------ |
| Nr           | Kolarka            | Miejsce      |
| 1            | Loes Adegeest      | DNF          |
| 2            | Mischa Bredewold   | 1.           |
| 3            | Yara Kastelijn     | 49.          |
| 4            | Floortje Mackaij   | 47.          |
| 5            | Riejanne Markus    | 20.          |
| 6            | Shirin van Anrooij | 17.          |
| 7            | Demi Vollering     | 10.          |
| 8            | Lorena Wiebes      | 2.           |

| Włochy ITA | Włochy ITA        | Włochy ITA |
| ---------- | ----------------- | ---------- |
| Nr         | Kolarka           | Miejsce    |
| 9          | Elisa Balsamo     | 60.        |
| 10         | Sofia Bertizzolo  | 55.        |
| 11         | Elena Cecchini    | 24.        |
| 12         | Barbara Guarischi | 58.        |
| 13         | Soraya Paladin    | DNF        |
| 14         | Silvia Persico    | 5.         |
| 15         | Ilaria Sanguineti | DNF        |
| 16         | Silvia Zanardi    | 62.        |

| Belgia BEL | Belgia BEL            | Belgia BEL |
| ---------- | --------------------- | ---------- |
| Nr         | Kolarka               | Miejsce    |
| 17         | Fauve Bastiaenssen    | 36.        |
| 18         | Audrey De Keersmaeker | 41.        |
| 19         | Valerie Demey         | 37.        |
| 20         | Mieke Docx            | 19.        |
| 21         | Lotte Kopecky         | 3.         |
| 22         | Marieke Meert         | 38.        |
| 23         | Marthe Truyen         | 35.        |

| Szwajcaria SUI | Szwajcaria SUI | Szwajcaria SUI |
| -------------- | -------------- | -------------- |
| Nr             | Kolarka        | Miejsce        |
| 24             | Caroline Baur  | 33.            |
| 25             | Elise Chabbey  | 6.             |
| 26             | Lea Fuchs      | 67.            |
| 27             | Nicole Koller  | 48.            |
| 28             | Marlen Reusser | 13.            |

| Wielka Brytania GBR | Wielka Brytania GBR | Wielka Brytania GBR |
| ------------------- | ------------------- | ------------------- |
| Nr                  | Kolarka             | Miejsce             |
| 29                  | Elinor Barker       | 54.                 |
| 30                  | Alice Barnes        | DNF                 |
| 31                  | Pfeiffer Georgi     | 4.                  |
| 32                  | Anna Henderson      | 8.                  |
| 33                  | Claire Steels       | 18.                 |
| 34                  | Becky Storrie       | 39.                 |

| Francja FRA | Francja FRA         | Francja FRA |
| ----------- | ------------------- | ----------- |
| Nr          | Kolarka             | Miejsce     |
| 35          | Victoire Berteau    | 15.         |
| 36          | Aude Biannic        | 64.         |
| 37          | Audrey Cordon-Ragot | 66.         |
| 38          | Maëlle Grossetête   | 25.         |
| 39          | Juliette Labous     | 9.          |
| 40          | Marie Le Net        | 27.         |
| 41          | Gladys Verhulst     | DNF         |
| 42          | Jade Wiel           | 26.         |

| Polska POL | Polska POL           | Polska POL |
| ---------- | -------------------- | ---------- |
| Nr         | Kolarka              | Miejsce    |
| 43         | Monika Brzeźna       | DNF        |
| 44         | Marta Jaskulska      | 51.        |
| 45         | Karolina Kumięga     | DNF        |
| 46         | Marta Lach           | 59.        |
| 47         | Katarzyna Niewiadoma | 11.        |
| 48         | Daria Pikulik        | 61.        |
| 49         | Katarzyna Wilkos     | DNF        |

| Niemcy GER | Niemcy GER         | Niemcy GER |
| ---------- | ------------------ | ---------- |
| Nr         | Kolarka            | Miejsce    |
| 51         | Katharina Fox      | 63.        |
| 52         | Romy Kasper        | 46.        |
| 53         | Lisa Klein         | DNF        |
| 54         | Franziska Koch     | 31.        |
| 55         | Liane Lippert      | 7.         |
| 56         | Hannah Ludwig      | 69.        |
| 57         | Lin Lea Teutenberg | 57.        |

| Dania DEN | Dania DEN             | Dania DEN |
| --------- | --------------------- | --------- |
| Nr        | Kolarka               | Miejsce   |
| 58        | Emma Norsgaard        | 23.       |
| 59        | Amalie Dideriksen     | DNF       |
| 60        | Ellen Hjøllund Klinge | DNF       |
| 61        | Rebecca Koerner       | DNS       |
| 62        | Cecilie Uttrup Ludwig | 12.       |

| Austria AUT | Austria AUT             | Austria AUT |
| ----------- | ----------------------- | ----------- |
| Nr          | Kolarka                 | Miejsce     |
| 63          | Carina Schrempf         | DNF         |
| 64          | Christina Schweinberger | 50.         |

| Hiszpania ESP | Hiszpania ESP      | Hiszpania ESP |
| ------------- | ------------------ | ------------- |
| Nr            | Kolarka            | Miejsce       |
| 65            | Sandra Alonso      | DNF           |
| 66            | Mireia Benito      | DNF           |
| 67            | Alicia González    | 40.           |
| 68            | Isabel Martin      | DNF           |
| 69            | Sara Martín Martín | 44.           |
| 70            | Usoa Ostolaza      | DNF           |
| 71            | Alba Teruel        | 65.           |

| Norwegia NOR | Norwegia NOR      | Norwegia NOR |
| ------------ | ----------------- | ------------ |
| Nr           | Kolarka           | Miejsce      |
| 72           | Susanne Andersen  | 16.          |
| 73           | Marte Berg Edseth | 34.          |

| Słowenia SLO | Słowenia SLO  | Słowenia SLO |
| ------------ | ------------- | ------------ |
| Nr           | Kolarka       | Miejsce      |
| 74           | Eugenia Bujak | 22.          |
| 75           | Špela Kern    | DNF          |

| Ukraina UKR | Ukraina UKR        | Ukraina UKR |
| ----------- | ------------------ | ----------- |
| Nr          | Kolarka            | Miejsce     |
| 76          | Maryna Altukhova   | DNF         |
| 77          | Olha Kulynych      | 29.         |
| 78          | Wałeryja Kononenko | 42.         |
| 79          | Julija Biriukowa   | 30.         |

| Luksemburg LUX | Luksemburg LUX    | Luksemburg LUX |
| -------------- | ----------------- | -------------- |
| Nr             | Kolarka           | Miejsce        |
| 80             | Christine Majerus | 21.            |

| Finlandia FIN | Finlandia FIN    | Finlandia FIN |
| ------------- | ---------------- | ------------- |
| Nr            | Kolarka          | Miejsce       |
| 81            | Antonia Gröndahl | DNF           |
| 82            | Laura Vainionpää | DNF           |

| Czechy CZE | Czechy CZE        | Czechy CZE |
| ---------- | ----------------- | ---------- |
| Nr         | Kolarka           | Miejsce    |
| 83         | Nikola Bajgerová  | 68.        |
| 84         | Jarmila Machačová | DNF        |
| 85         | Tereza Neumanová  | 28.        |

| Szwecja SWE | Szwecja SWE   | Szwecja SWE |
| ----------- | ------------- | ----------- |
| Nr          | Kolarka       | Miejsce     |
| 86          | Emilia Fahlin | 14.         |
| 87          | Hanna Nilsson | 45.         |

| Serbia SRB | Serbia SRB  | Serbia SRB |
| ---------- | ----------- | ---------- |
| Nr         | Kolarka     | Miejsce    |
| 88         | Jelena Erić | 52.        |

| Portugalia POR | Portugalia POR | Portugalia POR |
| -------------- | -------------- | -------------- |
| Nr             | Kolarka        | Miejsce        |
| 89             | Maria Martins  | 71.            |

| Węgry HUN | Węgry HUN    | Węgry HUN |
| --------- | ------------ | --------- |
| Nr        | Kolarka      | Miejsce   |
| 90        | Zsófia Szabó | DNF       |

| Izrael ISR | Izrael ISR       | Izrael ISR |
| ---------- | ---------------- | ---------- |
| Nr         | Kolarka          | Miejsce    |
| 91         | Rotem Gafinovitz | 43.        |

| Litwa LTU | Litwa LTU      | Litwa LTU |
| --------- | -------------- | --------- |
| Nr        | Kolarka        | Miejsce   |
| 92        | Rasa Leleivytė | 32.       |

| Irlandia IRL | Irlandia IRL | Irlandia IRL |
| ------------ | ------------ | ------------ |
| Nr           | Kolarka      | Miejsce      |
| 93           | Fiona Mangan | 70.          |
| 94           | Alice Sharpe | 53.          |

| Łotwa LAT | Łotwa LAT           | Łotwa LAT |
| --------- | ------------------- | --------- |
| Nr        | Kolarka             | Miejsce   |
| 95        | Anastasia Carbonari | 56.       |

| Islandia ISL | Islandia ISL              | Islandia ISL |
| ------------ | ------------------------- | ------------ |
| Nr           | Kolarka                   | Miejsce      |
| 96           | Hafdís Sigurðardóttir     | DNF          |
| 97           | Kristin Edda Sveinsdottir | DNF          |

| Holandia NED | Holandia NED       | Holandia NED |
| ------------ | ------------------ | ------------ |
| Nr           | Kolarka            | Miejsce      |
| 1            | Loes Adegeest      | DNF          |
| 2            | Mischa Bredewold   | 1.           |
| 3            | Yara Kastelijn     | 49.          |
| 4            | Floortje Mackaij   | 47.          |
| 5            | Riejanne Markus    | 20.          |
| 6            | Shirin van Anrooij | 17.          |
| 7            | Demi Vollering     | 10.          |
| 8            | Lorena Wiebes      | 2.           |

| Włochy ITA | Włochy ITA        | Włochy ITA |
| ---------- | ----------------- | ---------- |
| Nr         | Kolarka           | Miejsce    |
| 9          | Elisa Balsamo     | 60.        |
| 10         | Sofia Bertizzolo  | 55.        |
| 11         | Elena Cecchini    | 24.        |
| 12         | Barbara Guarischi | 58.        |
| 13         | Soraya Paladin    | DNF        |
| 14         | Silvia Persico    | 5.         |
| 15         | Ilaria Sanguineti | DNF        |
| 16         | Silvia Zanardi    | 62.        |

| Belgia BEL | Belgia BEL            | Belgia BEL |
| ---------- | --------------------- | ---------- |
| Nr         | Kolarka               | Miejsce    |
| 17         | Fauve Bastiaenssen    | 36.        |
| 18         | Audrey De Keersmaeker | 41.        |
| 19         | Valerie Demey         | 37.        |
| 20         | Mieke Docx            | 19.        |
| 21         | Lotte Kopecky         | 3.         |
| 22         | Marieke Meert         | 38.        |
| 23         | Marthe Truyen         | 35.        |

| Szwajcaria SUI | Szwajcaria SUI | Szwajcaria SUI |
| -------------- | -------------- | -------------- |
| Nr             | Kolarka        | Miejsce        |
| 24             | Caroline Baur  | 33.            |
| 25             | Elise Chabbey  | 6.             |
| 26             | Lea Fuchs      | 67.            |
| 27             | Nicole Koller  | 48.            |
| 28             | Marlen Reusser | 13.            |

| Wielka Brytania GBR | Wielka Brytania GBR | Wielka Brytania GBR |
| ------------------- | ------------------- | ------------------- |
| Nr                  | Kolarka             | Miejsce             |
| 29                  | Elinor Barker       | 54.                 |
| 30                  | Alice Barnes        | DNF                 |
| 31                  | Pfeiffer Georgi     | 4.                  |
| 32                  | Anna Henderson      | 8.                  |
| 33                  | Claire Steels       | 18.                 |
| 34                  | Becky Storrie       | 39.                 |

| Francja FRA | Francja FRA         | Francja FRA |
| ----------- | ------------------- | ----------- |
| Nr          | Kolarka             | Miejsce     |
| 35          | Victoire Berteau    | 15.         |
| 36          | Aude Biannic        | 64.         |
| 37          | Audrey Cordon-Ragot | 66.         |
| 38          | Maëlle Grossetête   | 25.         |
| 39          | Juliette Labous     | 9.          |
| 40          | Marie Le Net        | 27.         |
| 41          | Gladys Verhulst     | DNF         |
| 42          | Jade Wiel           | 26.         |

| Polska POL | Polska POL           | Polska POL |
| ---------- | -------------------- | ---------- |
| Nr         | Kolarka              | Miejsce    |
| 43         | Monika Brzeźna       | DNF        |
| 44         | Marta Jaskulska      | 51.        |
| 45         | Karolina Kumięga     | DNF        |
| 46         | Marta Lach           | 59.        |
| 47         | Katarzyna Niewiadoma | 11.        |
| 48         | Daria Pikulik        | 61.        |
| 49         | Katarzyna Wilkos     | DNF        |

| Niemcy GER | Niemcy GER         | Niemcy GER |
| ---------- | ------------------ | ---------- |
| Nr         | Kolarka            | Miejsce    |
| 51         | Katharina Fox      | 63.        |
| 52         | Romy Kasper        | 46.        |
| 53         | Lisa Klein         | DNF        |
| 54         | Franziska Koch     | 31.        |
| 55         | Liane Lippert      | 7.         |
| 56         | Hannah Ludwig      | 69.        |
| 57         | Lin Lea Teutenberg | 57.        |

| Dania DEN | Dania DEN             | Dania DEN |
| --------- | --------------------- | --------- |
| Nr        | Kolarka               | Miejsce   |
| 58        | Emma Norsgaard        | 23.       |
| 59        | Amalie Dideriksen     | DNF       |
| 60        | Ellen Hjøllund Klinge | DNF       |
| 61        | Rebecca Koerner       | DNS       |
| 62        | Cecilie Uttrup Ludwig | 12.       |

| Austria AUT | Austria AUT             | Austria AUT |
| ----------- | ----------------------- | ----------- |
| Nr          | Kolarka                 | Miejsce     |
| 63          | Carina Schrempf         | DNF         |
| 64          | Christina Schweinberger | 50.         |

| Hiszpania ESP | Hiszpania ESP      | Hiszpania ESP |
| ------------- | ------------------ | ------------- |
| Nr            | Kolarka            | Miejsce       |
| 65            | Sandra Alonso      | DNF           |
| 66            | Mireia Benito      | DNF           |
| 67            | Alicia González    | 40.           |
| 68            | Isabel Martin      | DNF           |
| 69            | Sara Martín Martín | 44.           |
| 70            | Usoa Ostolaza      | DNF           |
| 71            | Alba Teruel        | 65.           |

| Norwegia NOR | Norwegia NOR      | Norwegia NOR |
| ------------ | ----------------- | ------------ |
| Nr           | Kolarka           | Miejsce      |
| 72           | Susanne Andersen  | 16.          |
| 73           | Marte Berg Edseth | 34.          |

| Słowenia SLO | Słowenia SLO  | Słowenia SLO |
| ------------ | ------------- | ------------ |
| Nr           | Kolarka       | Miejsce      |
| 74           | Eugenia Bujak | 22.          |
| 75           | Špela Kern    | DNF          |

| Ukraina UKR | Ukraina UKR        | Ukraina UKR |
| ----------- | ------------------ | ----------- |
| Nr          | Kolarka            | Miejsce     |
| 76          | Maryna Altukhova   | DNF         |
| 77          | Olha Kulynych      | 29.         |
| 78          | Wałeryja Kononenko | 42.         |
| 79          | Julija Biriukowa   | 30.         |

| Luksemburg LUX | Luksemburg LUX    | Luksemburg LUX |
| -------------- | ----------------- | -------------- |
| Nr             | Kolarka           | Miejsce        |
| 80             | Christine Majerus | 21.            |

| Finlandia FIN | Finlandia FIN    | Finlandia FIN |
| ------------- | ---------------- | ------------- |
| Nr            | Kolarka          | Miejsce       |
| 81            | Antonia Gröndahl | DNF           |
| 82            | Laura Vainionpää | DNF           |

| Czechy CZE | Czechy CZE        | Czechy CZE |
| ---------- | ----------------- | ---------- |
| Nr         | Kolarka           | Miejsce    |
| 83         | Nikola Bajgerová  | 68.        |
| 84         | Jarmila Machačová | DNF        |
| 85         | Tereza Neumanová  | 28.        |

| Szwecja SWE | Szwecja SWE   | Szwecja SWE |
| ----------- | ------------- | ----------- |
| Nr          | Kolarka       | Miejsce     |
| 86          | Emilia Fahlin | 14.         |
| 87          | Hanna Nilsson | 45.         |

| Serbia SRB | Serbia SRB  | Serbia SRB |
| ---------- | ----------- | ---------- |
| Nr         | Kolarka     | Miejsce    |
| 88         | Jelena Erić | 52.        |

| Portugalia POR | Portugalia POR | Portugalia POR |
| -------------- | -------------- | -------------- |
| Nr             | Kolarka        | Miejsce        |
| 89             | Maria Martins  | 71.            |

| Węgry HUN | Węgry HUN    | Węgry HUN |
| --------- | ------------ | --------- |
| Nr        | Kolarka      | Miejsce   |
| 90        | Zsófia Szabó | DNF       |

| Izrael ISR | Izrael ISR       | Izrael ISR |
| ---------- | ---------------- | ---------- |
| Nr         | Kolarka          | Miejsce    |
| 91         | Rotem Gafinovitz | 43.        |

| Litwa LTU | Litwa LTU      | Litwa LTU |
| --------- | -------------- | --------- |
| Nr        | Kolarka        | Miejsce   |
| 92        | Rasa Leleivytė | 32.       |

| Irlandia IRL | Irlandia IRL | Irlandia IRL |
| ------------ | ------------ | ------------ |
| Nr           | Kolarka      | Miejsce      |
| 93           | Fiona Mangan | 70.          |
| 94           | Alice Sharpe | 53.          |

| Łotwa LAT | Łotwa LAT           | Łotwa LAT |
| --------- | ------------------- | --------- |
| Nr        | Kolarka             | Miejsce   |
| 95        | Anastasia Carbonari | 56.       |

| Islandia ISL | Islandia ISL              | Islandia ISL |
| ------------ | ------------------------- | ------------ |
| Nr           | Kolarka                   | Miejsce      |
| 96           | Hafdís Sigurðardóttir     | DNF          |
| 97           | Kristin Edda Sveinsdottir | DNF          |

## Klasyfikacja generalna
| \| Klasyfikacja generalna \| Klasyfikacja generalna \| Klasyfikacja generalna \| Klasyfikacja generalna \| Klasyfikacja generalna \| \| Kolarka \| Kolarka \| Państwo \| Drużyna \| Czas \| \| ---------------------- \| ---------------------- \| ---------------------- \| ---------------------- \| ---------------------- \| \| 1. \| Mischa Bredewold \| Holandia \| Holandia \| 3h 04' 12" \| \| 2. \| Lorena Wiebes \| Holandia \| Holandia \| + 4" \| \| 3. \| Lotte Kopecky \| Belgia \| Belgia \| + 4" \| \| 4. \| Pfeiffer Georgi \| Wielka Brytania \| Wielka Brytania \| + 8" \| \| 5. \| Silvia Persico \| Włochy \| Włochy \| + 8" \| \| 6. \| Elise Chabbey \| Szwajcaria \| Szwajcaria \| + 8" \| \| 7. \| Liane Lippert \| Niemcy \| Niemcy \| + 8" \| \| 8. \| Anna Henderson \| Wielka Brytania \| Wielka Brytania \| + 8" \| \| 9. \| Juliette Labous \| Francja \| Francja \| + 11" \| \| 10. \| Demi Vollering \| Holandia \| Holandia \| + 13" \| |                  |                 |                 |            |
| |                  |                 |                 |            |
| |                  |                 |                 |            |
| Klasyfikacja generalna |                  |                 |                 |            |
| Kolarka | Kolarka          | Państwo         | Drużyna         | Czas       |
| 1. | Mischa Bredewold | Holandia        | Holandia        | 3h 04' 12" |
| 2. | Lorena Wiebes    | Holandia        | Holandia        | + 4"       |
| 3. | Lotte Kopecky    | Belgia          | Belgia          | + 4"       |
| 4. | Pfeiffer Georgi  | Wielka Brytania | Wielka Brytania | + 8"       |
| 5. | Silvia Persico   | Włochy          | Włochy          | + 8"       |
| 6. | Elise Chabbey    | Szwajcaria      | Szwajcaria      | + 8"       |
| 7. | Liane Lippert    | Niemcy          | Niemcy          | + 8"       |
| 8. | Anna Henderson   | Wielka Brytania | Wielka Brytania | + 8"       |
| 9. | Juliette Labous  | Francja         | Francja         | + 11"      |
| 10. | Demi Vollering   | Holandia        | Holandia        | + 13"      |